# Estnisches Kriegsmuseum

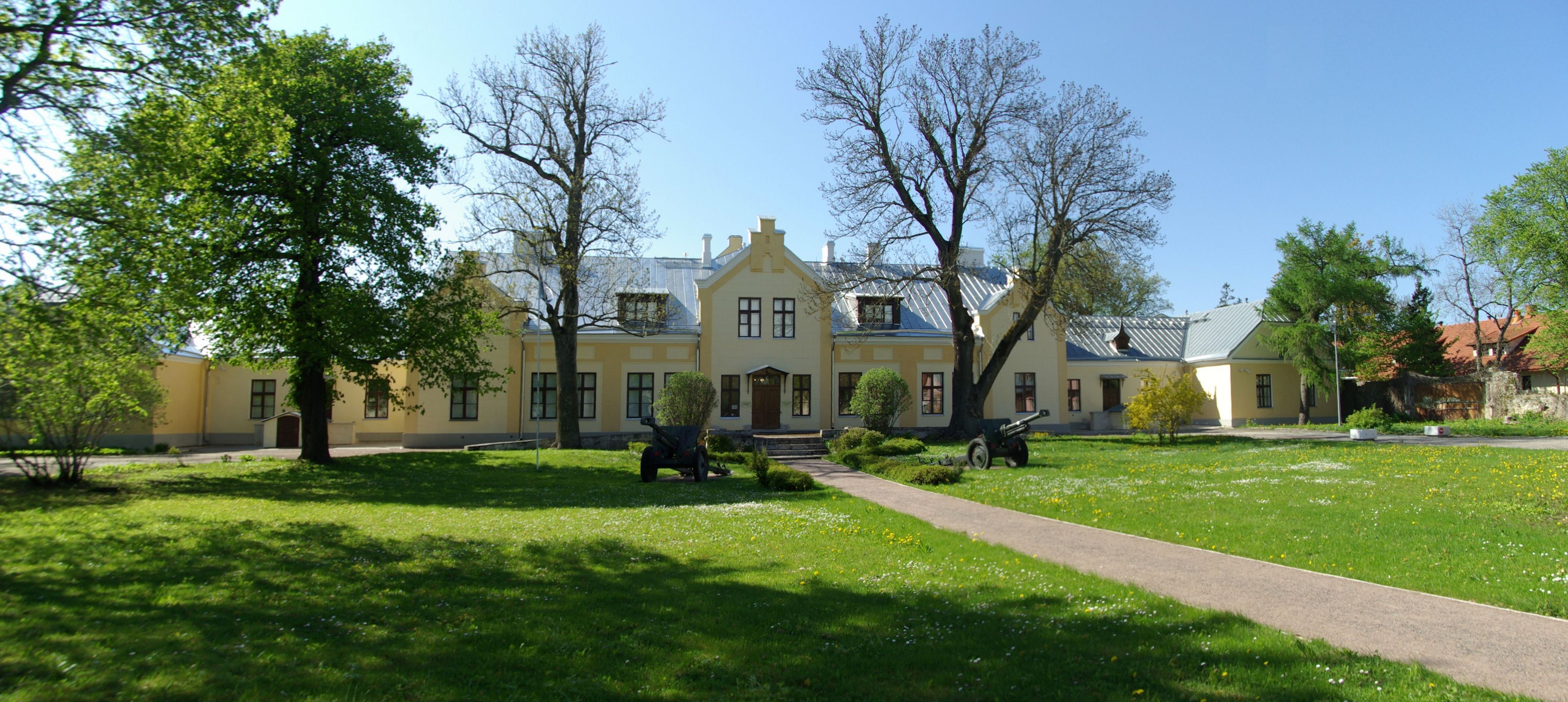

Das Estnische Kriegsmuseum - General Laidoner Museum (estnisch Eesti Sõjamuuseum – kindral Laidoneri muuseum) liegt in der nordestnischen Kleinstadt Viimsi in der Kreis Harju.

## Tätigkeitsbereich
Das Kriegsmuseum ist das Estnische Nationale Militärmuseum. Gemäß den Statuten umfasst das Tätigkeitsfeld des Museums die Identifizierung, Sammlung, Aufbewahrung, Erforschung und Verbreitung von Gegenständen und Materialien im Zusammenhang mit der Geschichte des estnischen Militärs sowie die militärhistorische Forschung und die Entwicklung der internationalen Beziehungen zu anderen relevanten Institutionen.